# Перайш
Перайш (порт. Perais; МФА: [pɨ.ˈɾajʃ]) — парафія в Португалії, у муніципалітеті Віла-Веля-де-Родан. Розташована в східній частині країни, на теренах історичної португальської провінції Бейра. Входить до складу округу Каштелу-Бранку. За адміністративним поділом, чинним до 1976 року, терени парафії були складовою провінції Нижня Бейра. Належить до Порталегрівсько-Каштелу-Бранківської діоцезії Католицької церкви. Патрон — святий Антоній. Площа — 81,9515 км². Населення — 510 ос. (2011). Слабо урбанізований регіон. Густота населення — 6,22 осіб/км²
. Код — 051102.

## Населення
| Кількість мешканців | Кількість мешканців | Кількість мешканців | Кількість мешканців | Кількість мешканців | Кількість мешканців | Кількість мешканців | Кількість мешканців | Кількість мешканців | Кількість мешканців | Кількість мешканців | Кількість мешканців | Кількість мешканців | Кількість мешканців | Кількість мешканців |
| ------------------- | ------------------- | ------------------- | ------------------- | ------------------- | ------------------- | ------------------- | ------------------- | ------------------- | ------------------- | ------------------- | ------------------- | ------------------- | ------------------- | ------------------- |
| 1864                | 1878                | 1890                | 1900                | 1911                | 1920                | 1930                | 1940                | 1950                | 1960                | 1970                | 1981                | 1991                | 2001                | 2011                |
| 374                 | 410                 | 516                 | 570                 |                     |                     | 1 069               | 1 381               | 1 397               | 1 231               | 980                 | 880                 | 769                 | 589                 | 510                 |